# František Věnceslav Jeřábek

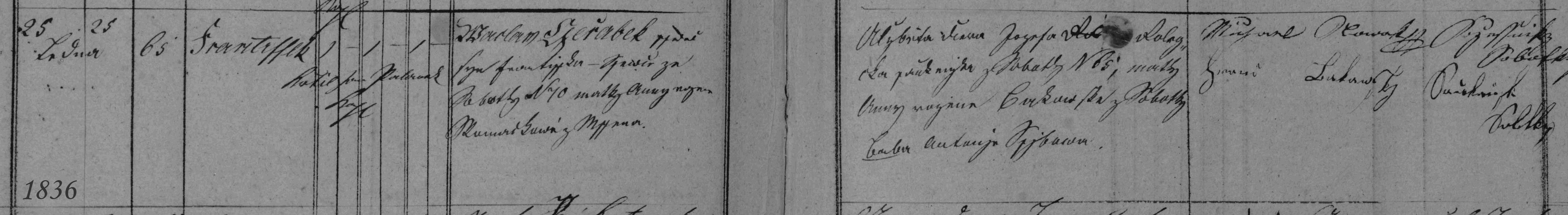
matriční zápis o narození a křtu Františka Jeřábka (matrika N 1828-1836 Sobotka (SOA Zámrsk))

František Věnceslav Jeřábek (25. ledna 1836 Sobotka – 31. března 1893 Královské Vinohrady) byl český dramatik, básník, pedagog, novinář a politik.

## Život

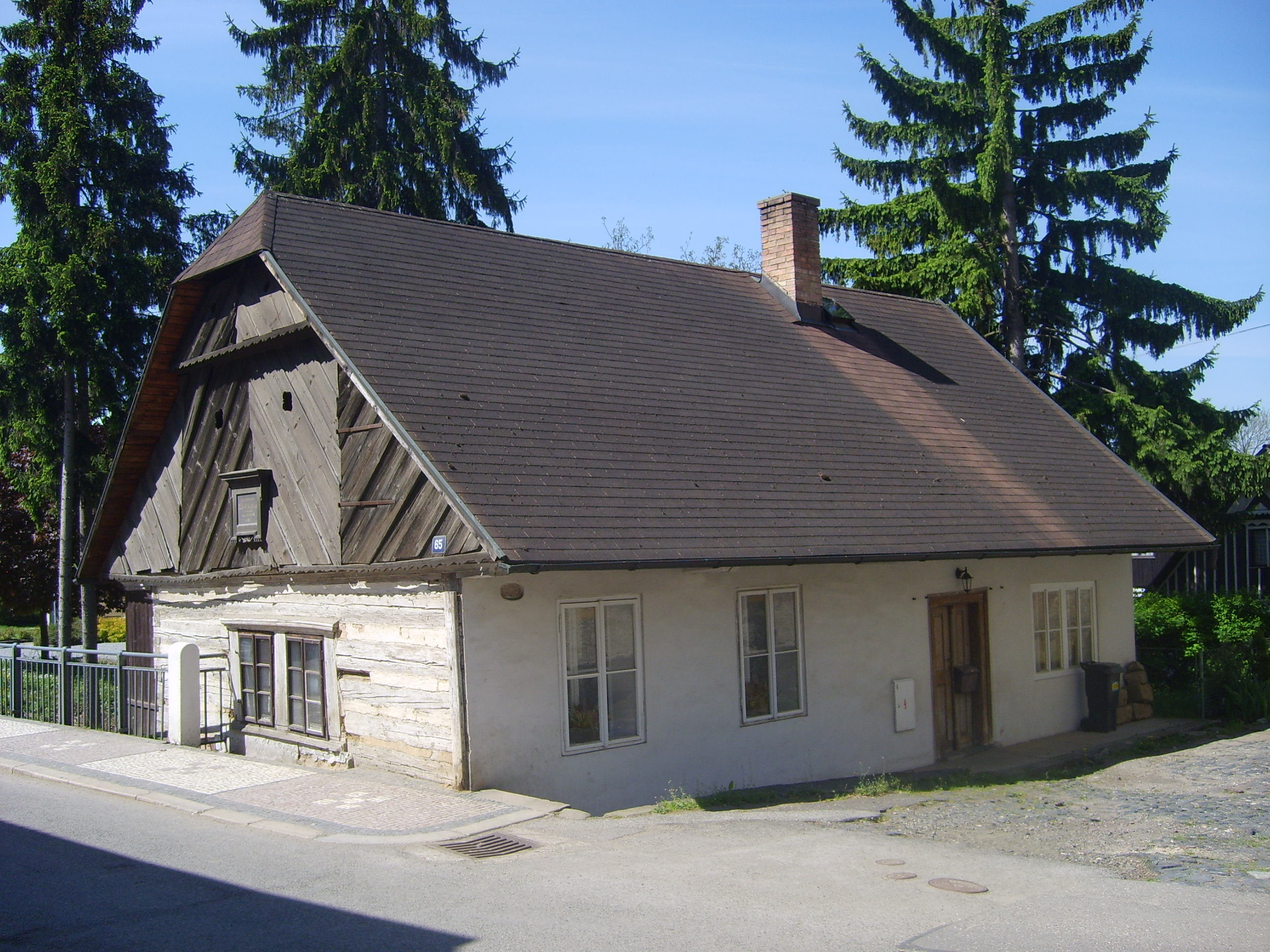
Jeřábkův rodný domek v Sobotce

Narodil se v chudé, ale vážené rodině. V deseti letech jej otec Václav Jeřábek poslal na gymnázium do Chomutova, kde tehdy vyučoval jeho strýc František Rolejček, aby se naučil německy. Odtud přestoupil do Mladé Boleslavi (1849–51), rok strávil na pražském akademickém gymnáziu a středoškolská studia dokončil v roce 1854 v Jičíně. Nakonec absolvoval teologii v Litoměřicích a filozofii na Karlo-Ferdinandově univerzitě v Praze.
V roce 1863 se stal suplujícím učitelem na vyšší české reálce a o tři roky později profesorem na obecním reálném gymnáziu malostranském.
V letech 1872–86 vyučoval český jazyk, dějepis a estetiku na Vyšší dívčí škole v Praze. Roku 1879 získal titul doktora filozofie.
Vedle studia a učitelských povinností působil v letech 1857–77 v redakci několika novin, přispíval básněmi do časopisů a účastnil se veřejného života. V období let 1861–1867 pracoval jako redaktor deníku Národní listy, v němž působil od samotného počátku (první číslo vyšlo 1. ledna 1861), pak od roku 1867 byl redaktorem staročeského listu Pokrok.
Roku 1870 byl v Sobotce zvolen do Českého zemského sněmu. Hájil tam státní a jazyková práva českého národa. Poslancem zemského sněmu byl v letech 1870–1871 a 1878–1889.
V prvních přímých volbách do Říšské rady roku 1873 získal i mandát v Říšské radě (celostátní zákonodárný sbor), kde reprezentoval kurii venkovských obcí, obvod Mladá Boleslav, Nymburk, Turnov, Mnichovo Hradiště atd. V souladu s tehdejší českou opoziční politikou pasivní rezistence ale mandát nepřevzal a do sněmovny se nedostavil, čímž byl jeho mandát i přes opakované zvolení prohlášen za zaniklý.
V roce 1879 Eduard Taaffe, tehdy představitel konzervativního německorakouského tábora, inicioval jednání s českou opozicí (liberální i šlechtickou), na jejichž konci byl český vstup na Říšskou radu, zahájení aktivní politiky a přechod Čechů do provládního tábora. Ve volbách do Říšské rady roku 1879 byl Jeřábek zvolen za kurii venkovských obcí, obvod Mladá Boleslav, Nymburk atd. Nyní mandát převzal. Rezignaci na poslanecké křeslo oznámil na schůzi 4. prosince 1884. Po volbách v roce 1879 se na Říšské radě připojil k Českému klubu (jednotné parlamentní zastoupení, do kterého se sdružili staročeši, mladočeši, česká konzervativní šlechta a moravští národní poslanci).
10. června 1866 se oženil s Luisou Šolcovou ze Sobotky. Uskutečnil několik cest do zahraničí – do Itálie (1869 a 1873), Ruska (Petrohrad a Moskva 1872) a do Německa (1877).
Literárně tvořil zhruba do roku 1884, kdy se odmlčel v reakci na ostrou a podle jeho názoru nespravedlivou kritiku. Poté strávil určitý čas ve Švýcarsku. V roce 1886 vážně onemocněl a ze zdravotních důvodů se vzdal profesorského místa. 30. července 1890 byl zvolen za řádného člena IV. třídy České akademie. Zemřel na Velký pátek 31. března 1893. Pohřben byl 2. dubna na Vyšehradském hřbitově.

## Dílo
Jeřábek byl známý především jako dramatik, ale i jako lyrický básník. Oceňovaná byla také jeho činnost novinářská a své rozsáhlé znalosti uplatnil při psaní literárně-historické studie. Publikoval i pod pseudonymy Josef Souček a Miloslav Toužimský.

### Divadelní hry
- Otec a syn – první dramatický pokus; nikdy nebyla uvedena a autor rukopis později zničil[6]
- Hána (1857, premiéra 2. února 1859) – první veřejně provozované dílo; nepříliš zdařilé, i když i zde se už projevil jeho talent[6]
- Svatopluk (1859) – historické drama; získalo 2. cenu v soutěži Ferdinanda Náprstka[6]
- Veselohra (1860, premiéra 1862, později mírně upravena)[6]
- Cesty veřejného mínění (1866) – využil zde novinářských zkušeností; získala Náprstkovu cenu[6]
- Zde je žebrota zapovězena (1870) – satira, v níž ukazuje, že pýcha napodobovatelů mívá často převahu nad uměleckou originalitou[6]
- Služebník svého pána (premiéra 22. listopadu 1870) – první české sociální drama, napsané na motivy románu Z malého světa od Pflegra Moravského. Slavilo okamžitý úspěch a stalo se jednou z nejoblíbenějších i nejvýše ceněných Jeřábkových her.[6] Ústředním tématem je spor mezi geniálním, ale náruživým vynálezcem Budilem a praktickým, nelítostným průmyslníkem Dornenkronem. Obsáhlou kritiku této práce přinesl Josef Durdík ve Světozoru; chválí uměleckou pravdivost a psychologickou propracovanost obou hlavních postav, kritizuje schematičnost u jiných (například továrníkova manželka) a dokazuje, že jádrem díla – oproti záměru autora – není vylíčení nebo dokonce řešení dělnické otázky, ale konflikt dvou realistických, byť sverázných osobností.[15]
- Tři doby země české v Komárově – fraška, kritika maloměštáckého šosáctví a jalového křiklounství pod špatně pochopenými hesly[6][16]
- Syn člověka (1878) – historické drama z doby Marie Terezie, pojaté jako výstraha před pruskou rozpínavostí a chamtivostí. Vyzdvihuje tu vlastenectví české šlechty, která se postavila na obranu země proti agresorům i zrádcům (reprezentovaným židovským emigrantem Abrahamem). Dílo bylo ve své době velmi populární a ceněné, podobně jako Služebník svého pána.[6][17]
- Závisť (1884) – historické drama z doby Jiřího z Poděbrad, který zastupoval nezletilého Ladislava Pohrobka. Tématem je zrada a poprava Jana Smiřického. Dílo bylo přes některé nedostatky chváleno, ale nezískalo cenu v soutěži, vypsané pražskou městskou radou. Jeřábka tento výsledek zklamal a výrazně přispěl k tomu, že pak už žádné další drama nenapsal.[6]
- Magdalena – rukopis divadelní hry nalezený v pozůstalosti, ale neprovozovaný[12]

### Poezie
Lyrické básně psal od svých patnácti let zhruba do roku 1865. V roce 1852, jako student pražského gymnázia, přispíval spolu s Vítězslavem Hálkem do časopisu Varito; tato aktivita vyvolala nelibost pedagogů a vedla k tomu, že studium musel dokončit v Jičíně. Většina básní je roztroušena po časopisech: Lumír, Obrazy života, Rodinná kronika a almanach Kytice. Autor je řadil do tří skupin:
- Ze dnů mladosti
- K jihu a z jihu
- Na výsluní života

Známé byly jeho básně Můj národ (1853), Umělci, Dívčin sen, Utajená msta. Také překládal, např. z ruštiny (Fjodor Ivanovič Ťutčev), němčiny (Nikolaus Lenau, Hartmann) a italštiny (Grossio).

### Žurnalistika
Působil postupně v redakcích následujících periodik:
- Pražské noviny (1857–1861)
- Národní listy (1861–1867)
- Národní pokrok, později přejmenovaný na Pokrok (1867–1877).[6]

Byl novinářem s rozsáhlými znalostmi historie a dobrým úsudkem ve vnitropolitických otázkách i zahraničních událostech, zejména ze slovanských zemí.

### Vědecká činnost
V roce 1883 se pokoušel habilitovat na univerzitního profesora. Přitom mu měla pomoci rozsáhlá studie Stará doba romantického básnictví, v níž popisoval a porovnával předromantickou a romantickou literaturu různých národů Evropy. Za počátek doby staroromantické považoval 12. století. Oproti podobným zahraničním dílům věnoval dostatečný prostor slovanským literaturám – české, polské a dubrovnické. Spis doplnil ukázkami děl a překlady J. V. Sládka, Vrchlického i svými vlastními. Dílo, určené pro odbornou i širokou veřejnost, mělo ohlas, ale vyvolalo také nesouhlas vědecké obce a Jeřábek profesorský titul nezískal. I toto zklamání vedlo k tomu, že v dalších podobných pracích už nepokračoval a brzy poté skončil s literární činností.